# Arthraxon prionodes
Arthraxon prionodes là một loài thực vật có hoa trong họ Hòa thảo. Loài này được (Steud.) Dandy mô tả khoa học đầu tiên năm 1956.